# Marple (Regno Unito)
Marple è un centro abitato dell'Inghilterra che si trova nella contea della Greater Manchester. Amministrativamente dipende dal Metropolitan Borough of Stockport, mentre fino al 1974 costituiva un comune.